# Köveskál
Köveskál község Veszprém vármegyében, a Tapolcai járásban. A település eredetileg Szent István magyar király korától az 1950-es megyerendezésig Zala vármegyéhez tartozott.

## Fekvése
Köveskál a Balaton-felvidéken, a Káli-medence keleti részén található, a Balaton partjától körülbelül 7 kilométerre északra, Tapolcától mintegy 15 kilométerre kelet-délkeletre. Megközelíthető a 71-es főútról Zánka felől a 7313-as, illetve Révfülöp felől a 7314-es úton.
Északi szomszédja a mintegy 5 kilométerre fekvő Balatonhenye, mely igen szép fekvésű és hangulatos zsáktelepülés, közúton csak innen közelíthető meg (a 7313-as útból kiágazó 73 126-os úton). Köveskál közigazgatási területének keleti széle közelében ágazik ki a 7313-asból, úgyszintén észak felé a 73 124-es út is, amely az ugyancsak zsáktelepülés Monoszlóra vezet.
Köveskál ma egyre inkább kedvelt a kerékpáros és más turisták körében, mivel a Káli-medence  természeti szépsége és nyugalma rabul ejti a látogatókat. Érdemes innen gyalog, vagy kerékpáron a medence környező falvait (Szentbékkálla, Kővágóörs, Mindszentkálla, Monoszló) a mezőn áthaladva felkeresni, a környékbeli vulkáni hegyek (Gulács, Szent György-hegy, Badacsony, Csobánc, Fekete-hegy) vagy a Kornyi-tó látványa egyedülálló élményt nyújt. Az egész terület a nemzeti park része, állat- és növényvilága számos különlegességet foglal magában.

## Története
A falu a kora középkor óta lakott település, mely a török uralom miatt elnéptelenedett. A község képét  két templom uralja. Az egyik egy magaslaton álló a református, a másik a falu közepén elhelyezkedő katolikus. Mindkettő a 18. század elején épült, a törökök kiverése utáni évtizedekben.
Mivel a Káli-medence korábbi évszázadokban vízben gazdag volt, az itt átfolyó patakokon számos vízimalom üzemelt. Az átfolyó patakokon un. mosóházakat építettek. Egy ilyen található szépen helyreállítva Köveskálon is a Vásár téren. A falu régi házai közül számosat az elmúlt évtizedekben szépen felújítottak, sok városi család vásárolt itt ingatlant.  Ezek többsége a Fő utcán látható, a legszebb ma idegenforgalmi célokat szolgál. Ekkor Köveskál mezővárosi rangot viselt és lakossága a mai többszöröse volt. Régi börtönépülete ma fogadó.
Köveskál bortermelő vidéken fekszik, a 17-18. században számos borkereskedő telepedett itt le, s épített  nagy polgári házat.A bort nagy szekereken egész Bécsig szállították, s a helyiek emlékezete szerint boruk híresebb, keresettebb volt, mint a badacsonyi. A bor konjunktúrájának a filoxéravész vetett véget itt is a 19. század végén, mint annyi magyar borvidéken. Az újratelepítések után a legelterjedtebb fajták a szürkebarát, az olaszrizling és a tramini lettek. Bár a borok minősége a kiváló vulkanikus talajnak köszönhetően feltehetően nem rosszabb, mint előtte volt, de a hírnév már nem a régi.

## Közélete

### Polgármesterei
- 1990–1994: Csonka Sándor (Köveskáliak Köveskálért Független...)[3][4]
- 1994–1998: Csonka Sándor (független)[5]
- 1998–2002: Csonka Sándor (független)[6]
- 2002–2004: Csonka Sándor (független)[7]
- 2004–2006: Sebestyén Zoltán (független)[8]
- 2006–2010: Sebestyén Zoltán (független)[9]
- 2010–2014: Sebestyén Zoltán (független)[10]
- 2014–2019: Dr. Varró Gábor (független)[11]
- 2019–2024: Győrffy Szabolcs Zoltán (független)[12]
- 2024– : Győrffy Szabolcs (független)[1]

A településen 2004. október 10-én időközi polgármester-választást (és képviselő-testületi választást) tartottak, az előző képviselő-testület önfeloszlatása miatt. A választás három jelöltje között az addigi polgármester is elindult, de csak a második helyet érte el; a győztes egymaga abszolút többséget szerzett.

## Népesség
A település népességének változása:
| Lakosok száma | 361  | 341  | 338  | 330  | 324  | 315  | 306  |
|               | 2013 | 2014 | 2015 | 2021 | 2022 | 2023 | 2024 |

A 2011-es népszámlálás során a lakosok 97,4%-a magyarnak, 0,9% németnek, 0,6% szlováknak mondta magát (2,6% nem nyilatkozott; a kettős identitások miatt az végösszeg nagyobb lehet 100%-nál). A vallási megoszlás a következő volt: római katolikus 66,5%, református 22,9%, evangélikus 1,8%, felekezeten kívüli 2,9% (5,9% nem nyilatkozott).
2022-ben a lakosság 91,7%-a vallotta magát magyarnak, 2,2% németnek, 0,6% szlováknak, 1,5% egyéb, nem hazai nemzetiségűnek (7,4% nem nyilatkozott; a kettős identitások miatt a végösszeg nagyobb lehet 100%-nál). Vallásuk szerint 51,2% volt római katolikus, 14,8% református, 2,8% evangélikus, 0,6% görög katolikus, 0,6% egyéb keresztény, 1,9% egyéb katolikus, 8% felekezeten kívüli (20,1% nem válaszolt).

## Régi mondások, falucsúfolók a településről
- A köveskálliak a bicziklit jótétléleknek híjják.[16]

## Képgaléria

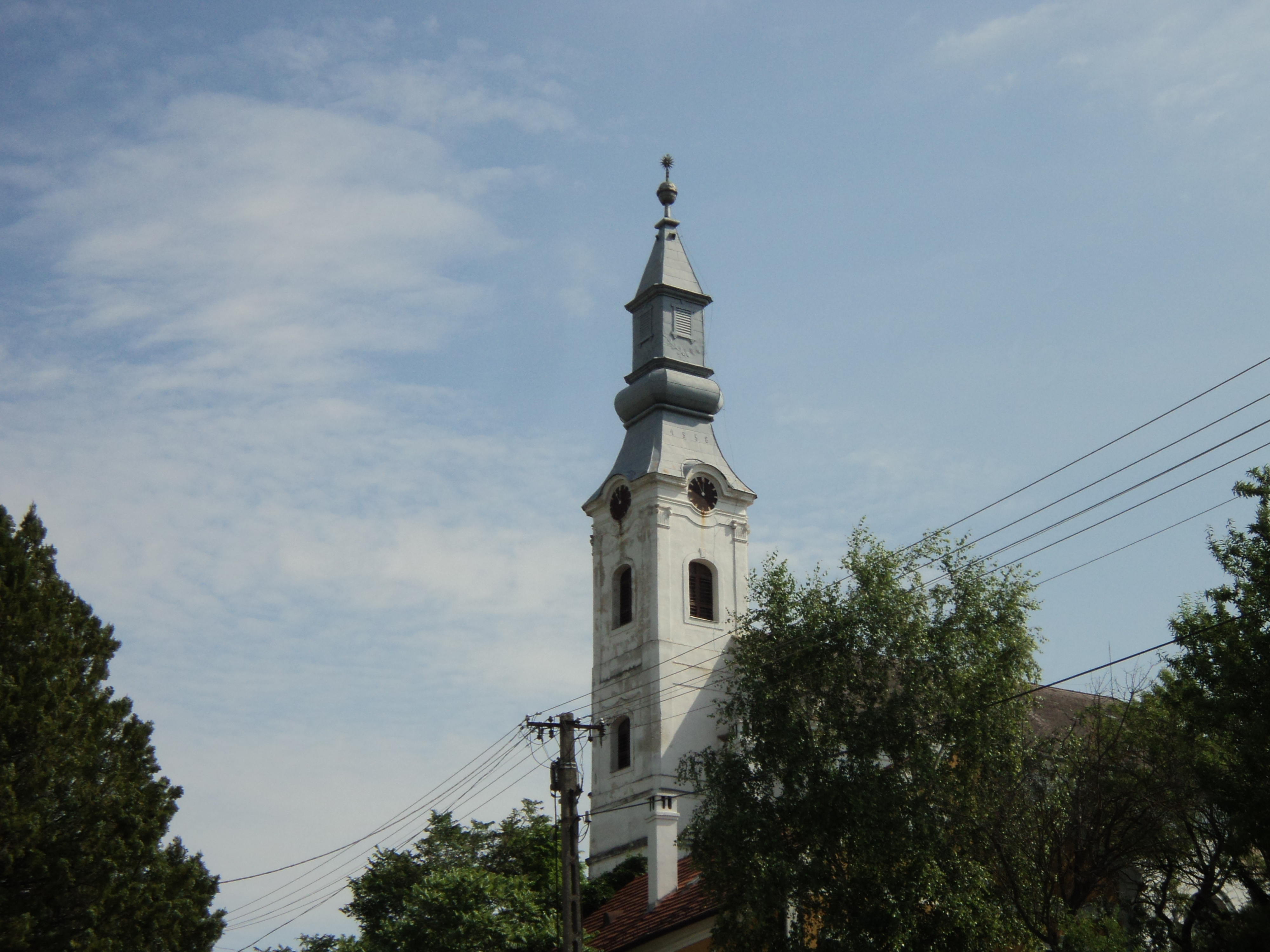
A református templom
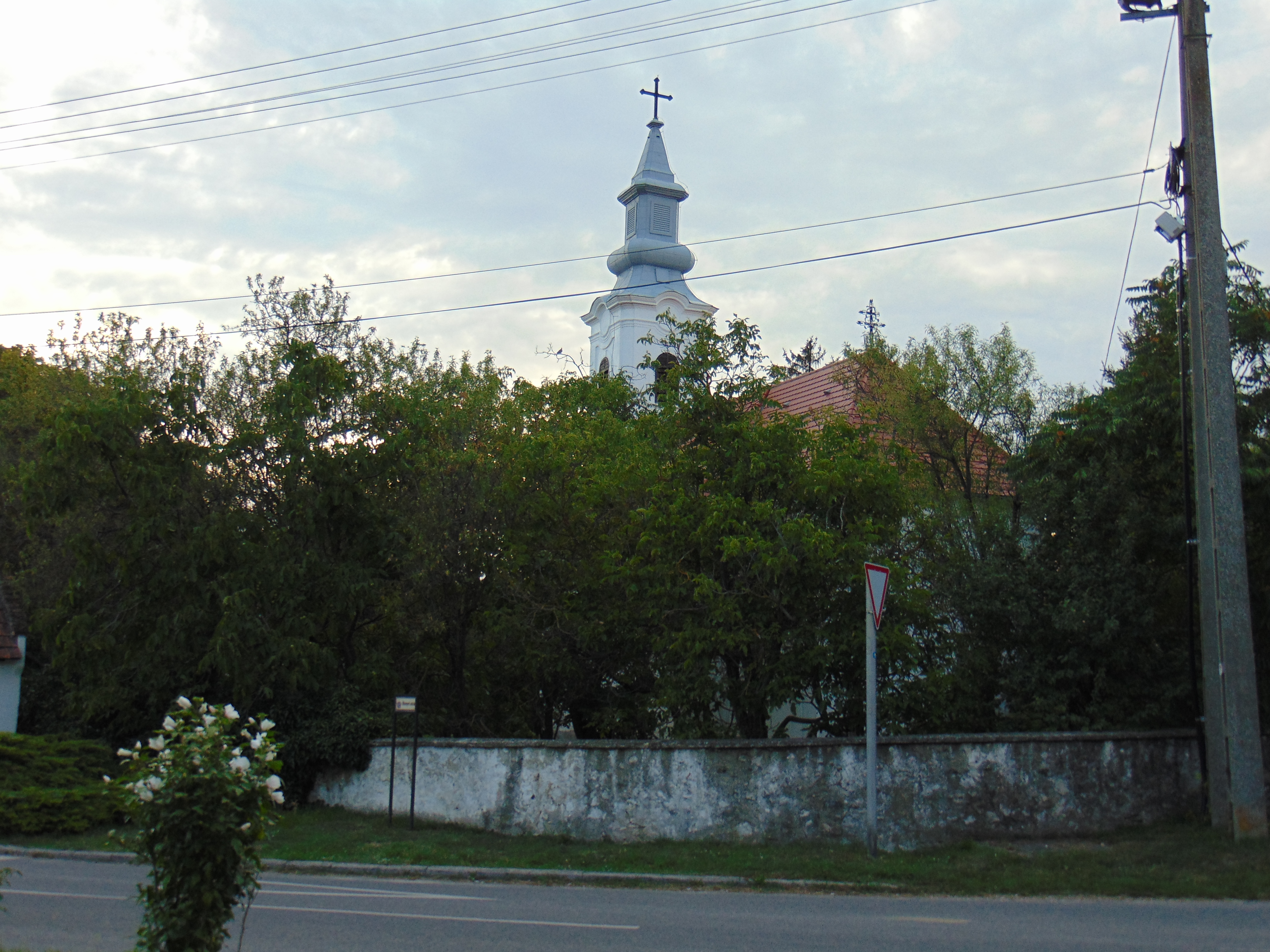
Köveskál katolikus temploma kelet felől
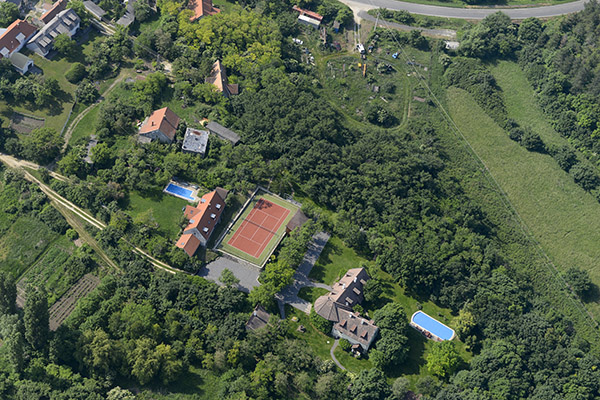
Légi felvétel, Köveskál
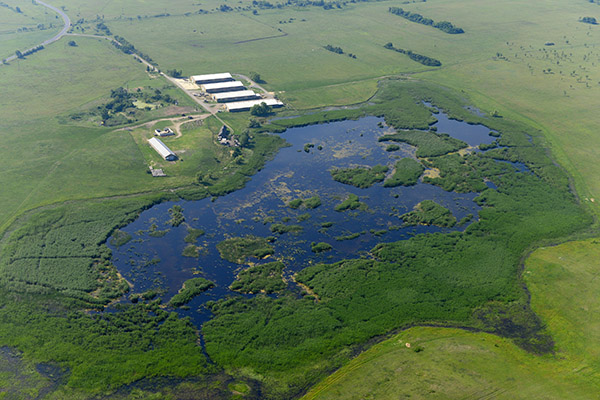
A Kornyi-tó, légi fotón (Köveskál)
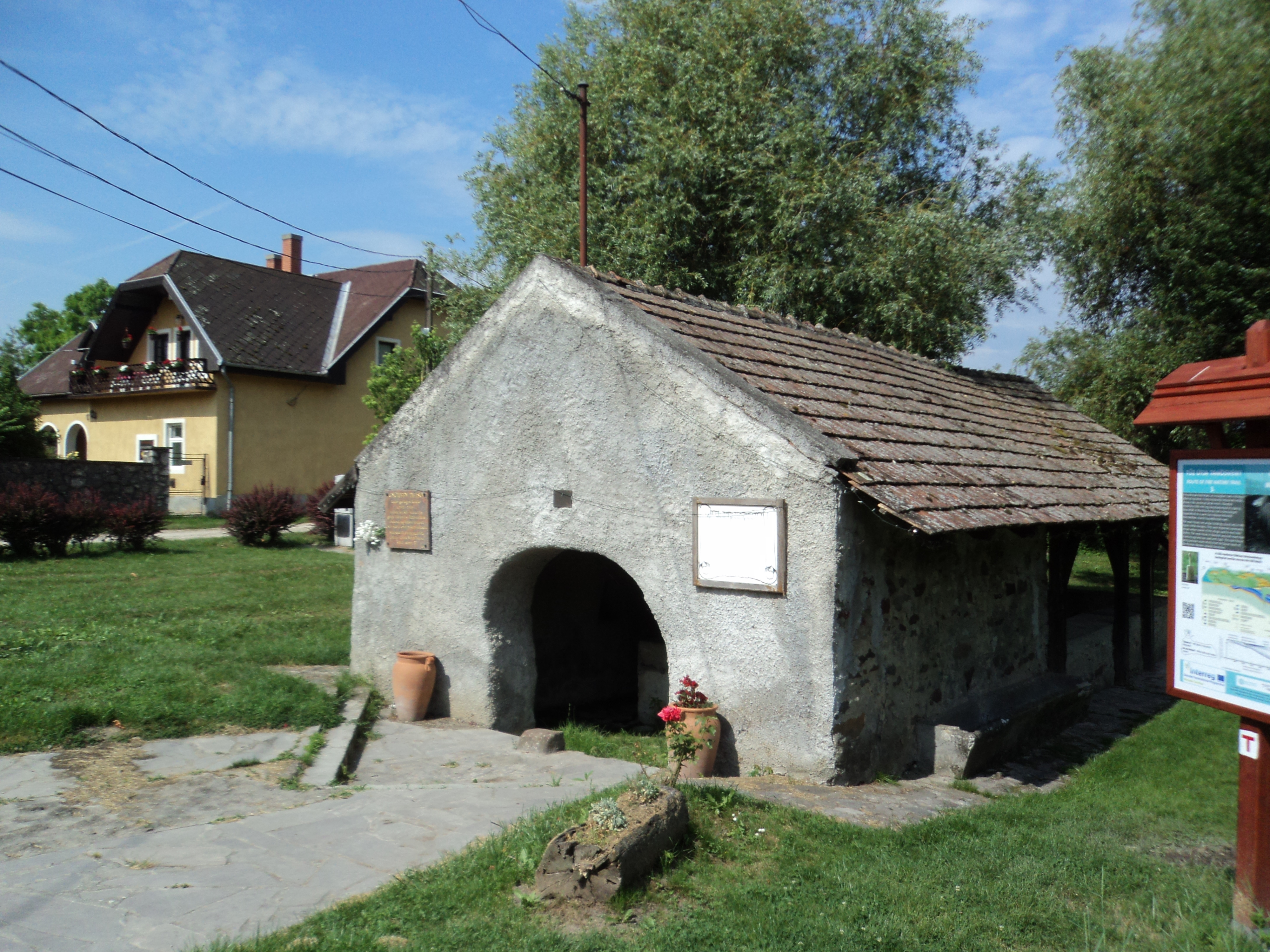
A mosóház és városkút
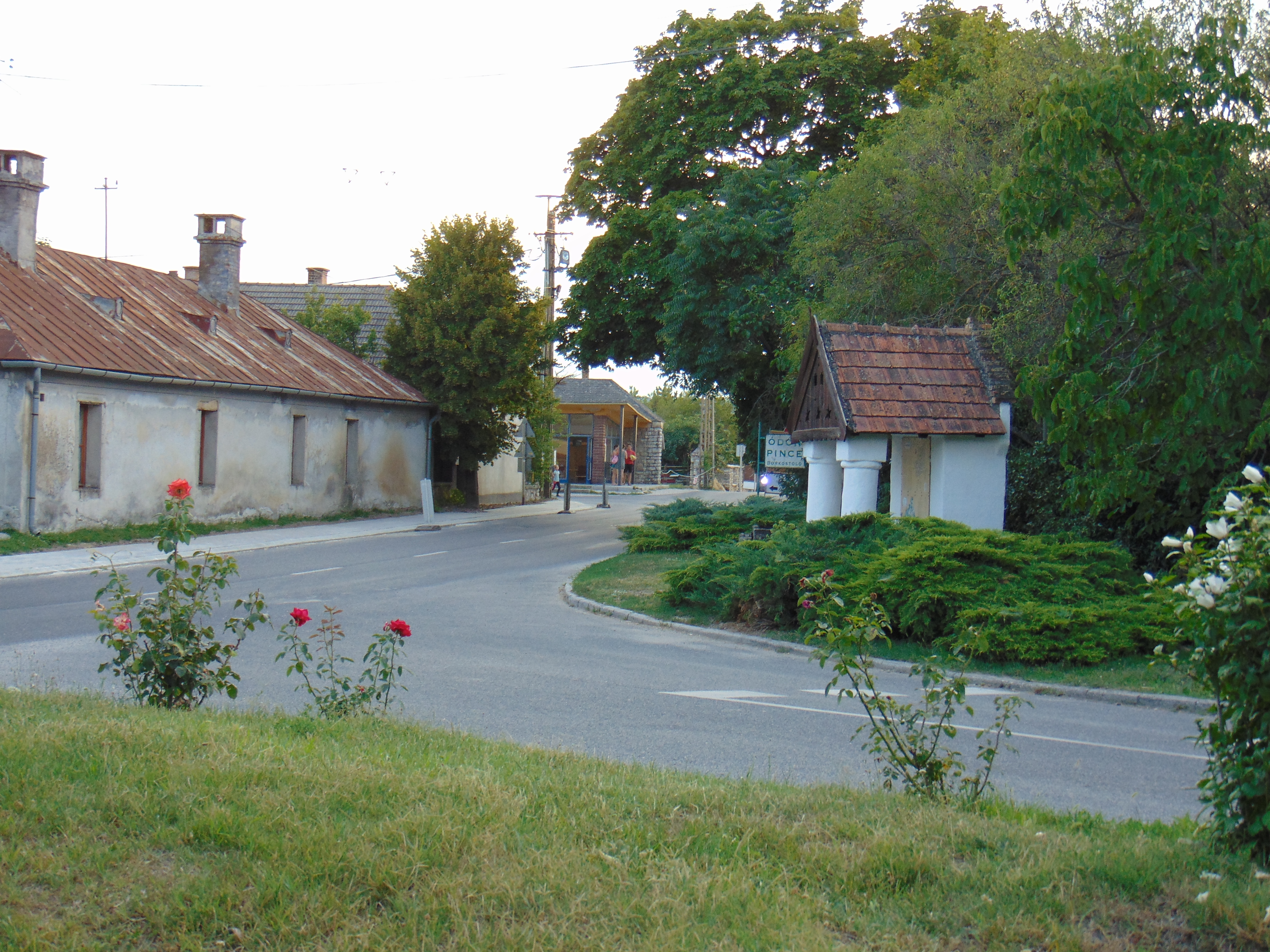
A 7313-as út és a 73 126-as út elágazása Köveskál központjában, a háttérben középtájon a 7314-es út betorkollása is látszik